# John Alfred Valentine Butler
Pour les articles homonymes, voir Butler.
John Alfred Valentine Butler (né le 14 février 1899 à Winchcombe, Gloucestershire, Royaume-Uni - mort le 16 juillet 1977) est un électrochimiste et physico-chimiste britannique qui contribue de façon décisive à la formalisation de la cinétique électrochimique. 

## Biographie
Il obtient sa thèse de l'Université de Birmingham en 1927. De 1922 à 1939, il poursuit une carrière académique à l'University College de Swansea puis à l'Université d'Édimbourg.
Dans les années 1920, il effectue les travaux initiaux qui conduisirent le physco-chimiste allemand Max Volmer (1885-1965) et son collaborateur hongrois Tibor Erdey-Grùz (1902-1976) à formaliser la relation de Butler-Volmer en 1930.
À la fin de sa carrière, J.A.V. Butler se consacre à la biochimie à l'Institut Courtauld de Biochimie (Middlesex Hospital Medical School) et au Chester Beatty Research Institute (Institute of Cancer Research). Il est le premier à étudier, en 1941, la cinétique enzymatique d'une enzyme purifiée : la trypsine. Il s'intéresse aussi aux mécanismes moléculaires intervenant dans les cancers.